# アラーノ・ブレンドン・デ・ソウザ・リマ
アラーノ・ブレンドン・デ・ソウザ・リマ（Allano Brendon de Souza Lima、1995年4月24日 - ）は、ブラジル出身のサッカー選手。ポジションはFW（ウイング）。

## 来歴
2014年にボタフォゴFRのトップチームに昇格。2月8日に開催されたカンピオナート・カリオカのフリブルゲンセAC戦でプロデビュー。
2014年10月28日、規則違反などが原因でボタフォゴを退団しクルゼイロECのユースチームに加入。この時にポジションをそれまでの左サイドバックから攻撃的ミッドフィールダーにコンバートされた。
クルゼイロECのトップチーム昇格後、2015年6月3日のCRフラメンゴ戦でセリエA初出場。
2019年8月13日、ヴァンフォーレ甲府に期限付き移籍で加入。
2021年1月11日、2年半契約でCDサンタ・クララに加入。

## 個人成績
| 国内大会個人成績 | 国内大会個人成績 | 国内大会個人成績 | 国内大会個人成績 | 国内大会個人成績 | 国内大会個人成績 | 国内大会個人成績 | 国内大会個人成績 | 国内大会個人成績 | 国内大会個人成績 | 国内大会個人成績 | 国内大会個人成績 |
| 年度             | クラブ           | 背番号           | リーグ           | リーグ戦         | リーグ戦         | リーグ杯         | リーグ杯         | オープン杯       | オープン杯       | 期間通算         | 期間通算         |
| 年度             | クラブ           | 背番号           | リーグ           | 出場             | 得点             | 出場             | 得点             | 出場             | 得点             | 出場             | 得点             |
| 日本             | 日本             | 日本             | 日本             | リーグ戦         | リーグ戦         | リーグ杯         | リーグ杯         | 天皇杯           | 天皇杯           | 期間通算         | 期間通算         |
| ---------------- | ---------------- | ---------------- | ---------------- | ---------------- | ---------------- | ---------------- | ---------------- | ---------------- | ---------------- | ---------------- | ---------------- |
| 2019             | 甲府             | 29               | J2               | 12               | 1                | -                | -                |                  |                  |                  |                  |
| 通算             | 日本             | 日本             | J2               | 12               | 1                | -                | -                |                  |                  |                  |                  |
| 総通算           | 総通算           | 総通算           | 総通算           | 12               | 1                | 0                | 0                |                  |                  |                  |                  |